# کویت
کُویت با نام رسمی دولت کویت (به عربی: دَوْلَةُ الْکُوَیْت)، کشوری در غرب آسیا است. کویت با کشورهای عراق و عربستان سعودی دارای مرزهای خاکی و با ایران، عراق، عربستان سعودی، بحرین، قطر، امارات، عمان از راه خلیج فارس دارای مرزهای آبی است. پایتخت آن، شهر کویت می‌باشد. زبان رسمی این کشور عربی و واحد پول آن دینار کویت است. جمعیت کویت در سال ۲۰۲۱ میلادی، ۴٫۶۷ میلیون نفر بود که حدود ۱٫۴۵ از آن‌ها شهروند کویت و ۳٫۲ میلیون نفر از آن‌ها خارجی و از بیش از ۱۰۰ کشور مختلف بودند. بیشتر ساکنان کویت، در منطقه شهری پایتخت، شهر کویت متمرکز هستند. از میان همه ساکنان کویت ۶۰ درصد عرب هستند (کویتی‌ها و شهروندان دیگر کشورهای عربی). نزدیک به ۳۸ درصد از ساکنان کویت نیز از تبار هندی، نپالی، بنگلادشی، تایلندی، خمر، ایرانی و سیاه‌پوست هستند. دین بیشتر شهروندان کویت اسلام است. در مورد پیروان مذاهب اسلامی در کویت آماری رسمی وجود ندارد اما برآورد می‌شود که ۶۵–۶۰٪ درصد از شهروندان کویتی سنی و ۴۰–۳۵٪ درصد شیعه هستند.
میدان نفتی بورگان در جنوب خاوری کشور کویت دومین میدان بزرگ خشکی در جهان است که بخش بزرگ تولید نفت این کشور را تأمین می‌کند. بخشی از تولیدات کشور کویت نیز از ذخائر هیدروکربوری موجود در ناحیه بی‌طرف تأمین می‌شود که سازمان‌های مشترک فرآورشی با کشور عربستان دارد. کویت در نظر داشت تا سال ۲۰۲۰ گنجایش تولید خود را به چهار میلیون بشکه افزایش دهد و این میزان را تا سال ۲۰۳۰ نگه دارد.

## تاریخ
تاریخ پایه‌گذاری کویت به شیخ براک بن غریر از دودمان آل‌حمید، شیخ قبیلهٔ بنی‌خالد و فرمانروای امارت احساء می‌رسد که در پایان سال ۱۱۱۰ هجری دژی را با نام کوت برای انباشت آذوقه و همچنین انبار کردن جنگ‌افزار ساخت که پس از آن نام کویت از آن گرفته شد و سپس این شهر در زمان شیخ سعدون بن محمد آل‌حمید به دودمان آل صباح بخشیده می‌شود.بازرگانی کویت در قدیم بیشتر به‌دست ایرانی‌ها به ویژه مردم بوشهر و خوزستان انجام می‌شد. در ابتدای رشد شهر کویت، چند صد خانواده بهبهانی نیز از هر صنف در این بندر ساکن شدند.

## جغرافیا

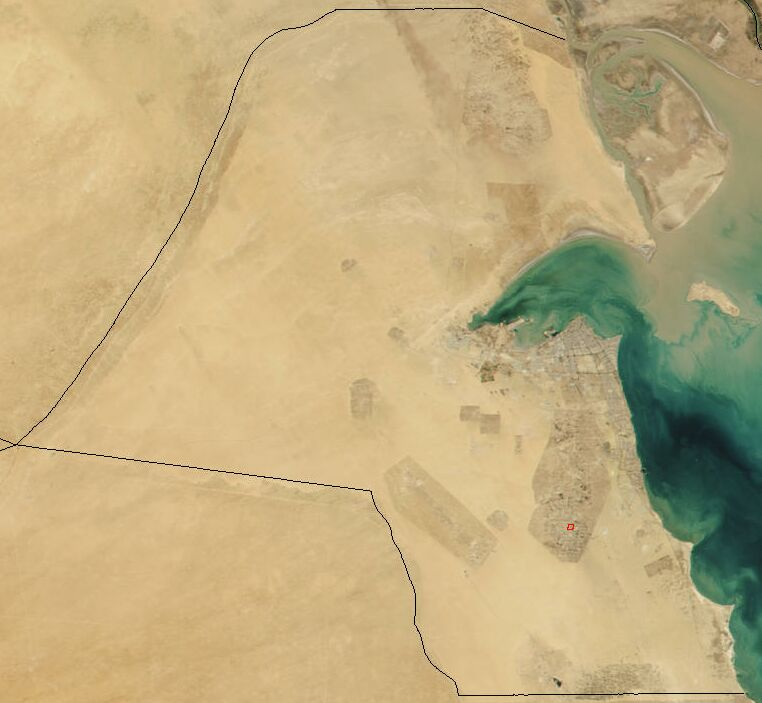
تصویر ماهواره‌ای از کشور کویت. سال ۱۹۹۶

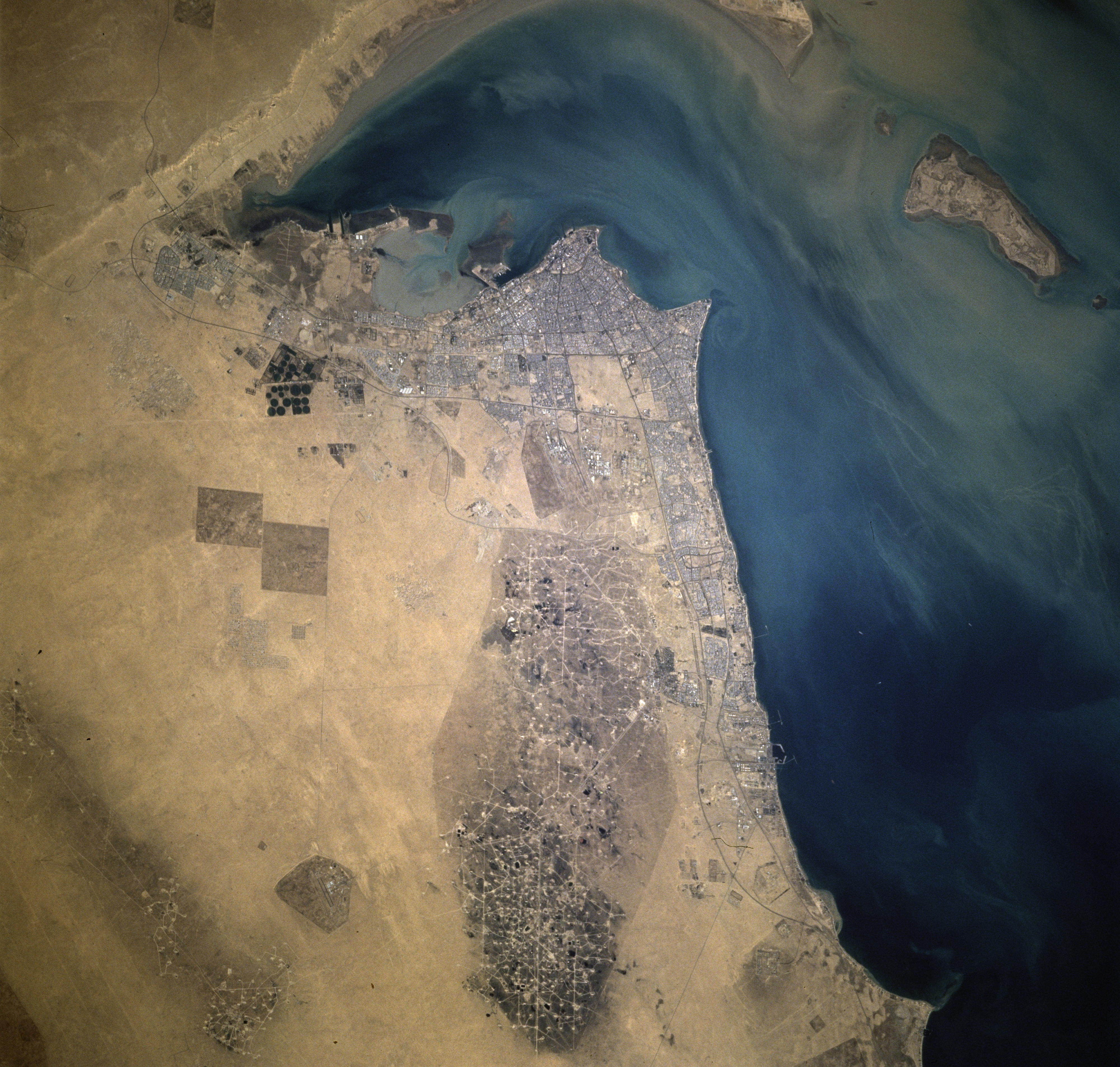
تصویر ماهواره‌ای از شهر کویت. سال ۲۰۰۱

جایگاه جغرافیایی کویت ۲۹ ۳۰ شمالی و ۴۵ ۴۵ خاوری است. گستره این کشور ۱۷٬۸۱۸ کیلومتر مربع است و ۴۶۲ کیلومتر خط ساحلی دارد. حداقل ارتفاع آن صفر متر (هم‌سطح با خلیج فارس) و حداکثر ارتفاع آن ۳۰۶ متر (منطقه صحرایی) است. منابع طبیعی کشور کویت عبارتند از نفت، گاز طبیعی، ماهی، میگو، مروارید؛ تابستان‌های کویت بسیار گرم و زمستان آن کمابیش سرد است و دمای شب و روز اختلاف بسیار زیادی دارد.
امیرنشین کویت با گستره ۱۷٬۸۱۸ کیلومترمربع و جمعیت نزدیک به چهار میلیون نفر در شمال شبه‌جزیره عربستان و شمال غربی خلیج فارس بین ۸ و ۳۰ درجه پهنای جغرافیایی و ۴۶و۴۸ درجه درازای شرقی قرار گرفته و از شمال به عراق، از جنوب به عربستان سعودی و از شرق به خلیج فارس مرز دارد. کویت سرزمینی است هموار و بیابانی که سطح آن پوشیده از ماسه است و پدیده‌های طبیعی چون کوه‌ها و رودها در آن وجود ندارد. از آن‌جا که کنش‌های سیاسی، اقتصادی، اجتماعی و غیره پیرامون شهر کویت می‌چرخد، از نظر مساحت و جمعیت می‌توان مفهوم دولت‌شهر را بر کویت نهاد.
کویت همواره مرکز مهمی برای کشتیرانی دریایی بوده است. این کشور در کرانه‌های خلیج فارس دارای جزیره‌های بسیاری است. جزیره‌های زیربخش استان جهرا عبارتند از: بوبیان و وربه. جزیره‌های زیربخش استان عاصمه (پایتخت) عبارتند از: فیلکه، کبر، عوهه، ام‌المرادم، مسکان، قاروه، و ام‌النمل.
بندرهای مهم کویت عبارتند از:
1. بندر الاحمدی: بندر الاحمدی بزرگ‌ترین بندر نفتی کویت است که دارای چهار لنگرگاه است. اسکله شمالی بندر الاحمدی می‌تواند هم برای صادرات نفت خام و هم فراورده‌های پالایش شده مورد استفاده قرار گیرد.
2. بندر شعیبه: دومین بندر بزرگ کویت، شعیبه است. دارای لنگرگاه‌های ویژه کالاهای بازرگانی، کانتینر و لنگرگاه ویژه فراورده‌های نفتی است که به دست سازمان ملی نفت کویت اداره می‌گردد.
3. بندر شویخ: این بندر قدیمی‌ترین بندر بازرگانی کویت است که می‌تواند کشتی‌های گوناگون با آبخور ۵٫۷ متر را در هر زمان و با آبخور ۵٫۹ متر را فقط در وضعیت بیشینه مد آب بپذیرد.
4. بندر الزور: بندر الزور (میناء المسعود) چهارمین بندر نفتی کویت است که صادرات نفت منطقه بی‌طرف یا مقسومه را انجام می‌دهد.
5. بندر دوحه: بندری کوچک است که در سال ۱۹۸۱ برای قایق‌ها و لنج‌های باری ساحلی که میان کشورهای منطقه خلیج فارس کالاهای سبک جابجا می‌نمودند، ساخته شد. عمق آب در آن به ۳٫۴ متر می‌رسد.
6. بندر عبدالله: بندر عبدالله در سال ۱۹۵۴ جهت صادرات فراورده‌های نفتی پالایشگاه میناء عبدالله ساخته شد که دارای دو اسکله در عمق دو مایلی کرانه دریا است.

## تقسیمات کشوری
کویت از لحاظ تقسیم‌بندی اداری دارای ۶ استان است که هریک از آن‌ها توسط فرمانداری، که از سوی امیر منصوب می‌شود، اداره می‌گردد. این شش استان عبارتند از: استان عاصمه، استان حولی، استان احمدی، استان جهرا، استان مبارک‌الکبیر و استان فروانیه.

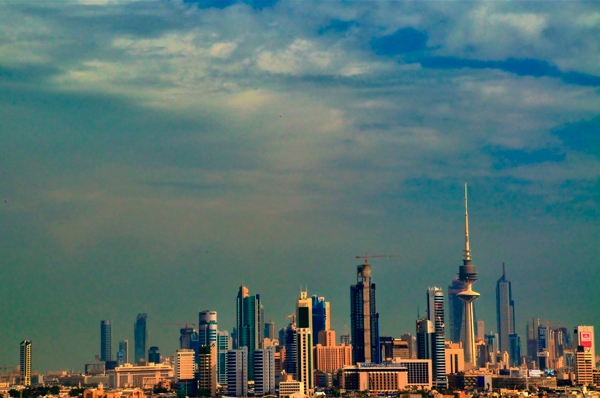
دورنمای برج‌های مرکز شهر کویت

کشور کویت به شش استان زیر بخش شده است:
| ۱- استان جهرا           |
| ۲- استان عاصمه (پایتخت) |
| ۳- استان فروانیه        |
| ۴- استان حولی           |
| ۵- استان مبارک‌الکبیر    |
| ۶- استان احمدی          |

## گردشگری
- برج‌های کویت
- برج مخابراتی کویت
- کلوپ‌های دریا
- مسجد جامع کویت
- موزه دانش و تاریخ طبیعی
- خانه ال بدر
- یادگار آزادی
- اونیوز مال
- پارک شهید
- مرکز فرهنگی و خانه اپرا جابر الاحمد
- مرکز فرهنگی و موزه عبدالله السالم
- بازار المبارکیه
- خانه سدو
- موزه طارق رجب
- خانه آینه‌ای
- کاخ سیف
- جزیره فیلکه
- موزه ملی کویت
- آثار باستانی جزیره فیلکا
- قصر الحمراء
- باغ وحش کویت
- مسجد امام حسین
- پارک آبی آکوا
- مال ۳۶۰
- مارینا مال
- مال د اونیوس
- پیست اسکی
- پارک شهرداری[۲۲]

## سیاست
کویت در ۱۴ مه ۱۹۶۲ به عنوان صد و یازدهمین کشور به عضویت سازمان ملل درآمد. در دسامبر ۱۹۶۱ اولین انتخابات در کویت منجر به تشکیل مجلس مؤسسان شد که ۲۰ عضو دیگر آن از اعضای کابینه بودند که وظیفه بررسی و تصویب قانون اساسی را داشتند بر آن اساس مجلس ملی کویت با ۵۰ عضو در ژوئیه ۱۹۶۳ تشکیل و شیخ صباح سالم الصباح به نخست‌وزیری کویت منصوب گردید. دولت عراق در اکتبر ۱۹۶۳ کویت را به عنوان یک کشور مستقل به رسمیت شناخت.
پس از شیخ عبدالله السالم الصباح که مورد علاقه و احترام ملت کویت بود و تا سال ۱۹۶۵ زمام امور این کشور را به‌دست داشت، برادرش شیخ صباح سالم الصباح به حکومت رسید. شیخ صباح سالم الصباح در ۳۱ دسامبر ۱۹۷۷ فوت کرد و شیخ جابر احمد جابر الصباح زمام امور را به‌دست گرفت.
بموجب قانون اساسی کویت، امارت در دودمان آل صباح موروثی می‌باشد و حکومت کویت مرکب از قوای سه‌گانه مقننه، قضاییه و مجریه است، که از یکدیگر تفکیک شده و یک شورای مشورتی امیر کویت را در امور مملکتی یاری می‌کند. فعالیت‌های حکومت نیز طبق قانون اساسی توسط «مجلس امت کویت» کنترل می‌شود.

### ساختار سیاسی
ساختار سیاسی کویت از بین کشورهای منطقه در یک چارچوب عربی و خلیجی، به الگوی سیاسی دموکراسی غربی نزدیک‌تر است. در میان کشورهای عربی خلیج فارس، مردم کویت از آگاهی و رشد سیاسی و سطح علمی خوبی نسبت به سایر کشورها برخوردارند. در این کشور احزاب سیاسی رسمی یا غیررسمی وجود ندارد. جمعیت‌های سیاسی و مذهبی تحت پوشش مسائل مذهبی و اجتماعی می‌توانند فعالیت‌های سیاسی داشته باشند. کویت به لحاظ موقعیت جغرافیایی خاص و داشتن منابع سرشار نفت، برقراری روابط با تمام کشورها رادر حفظ ثبات خلیج فارس مثبت می‌داند. قانون اساسی کویت پایه روابط خارجی را با تأکید بر احترام متقابل و عدم مداخله در امور دیگران ذکر نموده است.

### سیاست خارجی

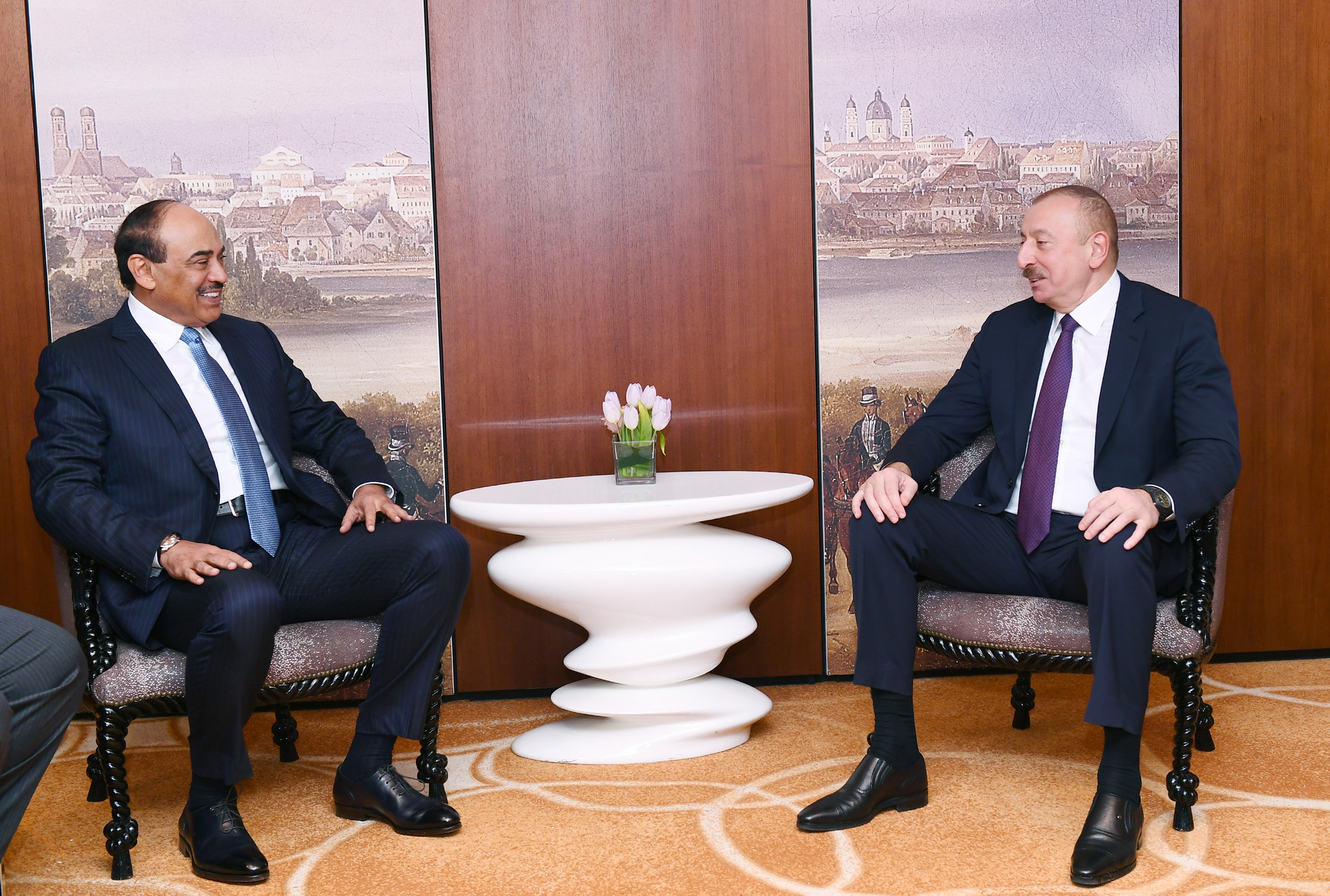
صباح الخالد الصباح نخست‌وزیر کویت و الهام علی اف رئیس‌جمهور آذربایجان

موقعیت جغرافیایی و اقتصادی کویت از دلایل عمده تأثیرپذیری شدید کویت از حوادث خارجی به‌شمار می‌آید. قرار گرفتن این کشور در بخش شمال غربی خلیج فارس و در همسایگی کشورهای عربستان و عراق و نیز نزدیکی آن به ایران، جایگاه ویژه‌ای به لحاظ ژئوپلتیکی برای کویت ایجاد کرده است.
در قرن بیستم که مسئله نفت بیش از پیش اهمیت و نقش سیاسی خود را نشان داد، کشورهای دارای نفت شدید تر از هر زمان دیگری در معرض تأثیرپذیری از وقایع سیاسی جهان قرار گرفتند، بطوری‌که هیچ‌یک از کشورهای دارنده نفت عملاً نتوانستند در رخدادهای جهان بیطرف و خنثی بمانند، چرا که آن‌ها چیزی را در اختیار داشتند که می‌توانست کشوری را به قدرت برتر مبدل کند یا چرخ‌های ترقی قدرت دیگری را از حرکت بازدارد. ضعف و محدودیت در بنیه نظامی کویت را نیز می‌توان در عدم کارایی مطلوب سیاسی خارجی این کشور مؤثر دانست. تأثیرپذیری سیاست خارجی کویت از قدرت نظامی عراق از همان سال اول اعلام استقلال کویت سابقه دارد.
1. روابط کویت با عراق

عراق مدعی است به موجب سوابق تاریخی کویت جزو خاک این کشور محسوب و در واقع دنباله بخش جنوبی بصره می‌باشد. این ادعا همواره موجب برخوردهای سیاسی و نظامی دو کشور شده است.
حکومت بعثی عراق در اوت ۱۹۹۰ مقاصد خود را آشکار کرد و طی چند ساعت (تهاجم عراق به کویت)، تمام خاک کویت را به اشغال خود درآورده و آن کشور را به استانی با نام استان کویت تبدیل کرد، که این عمل به جنگ خلیج فارس که به جنگ نفت موسوم شد انجامید و پس از آزاد سازی کویت جنگ سرد دو کشور آغاز شد.
1. روابط کویت با آمریکا

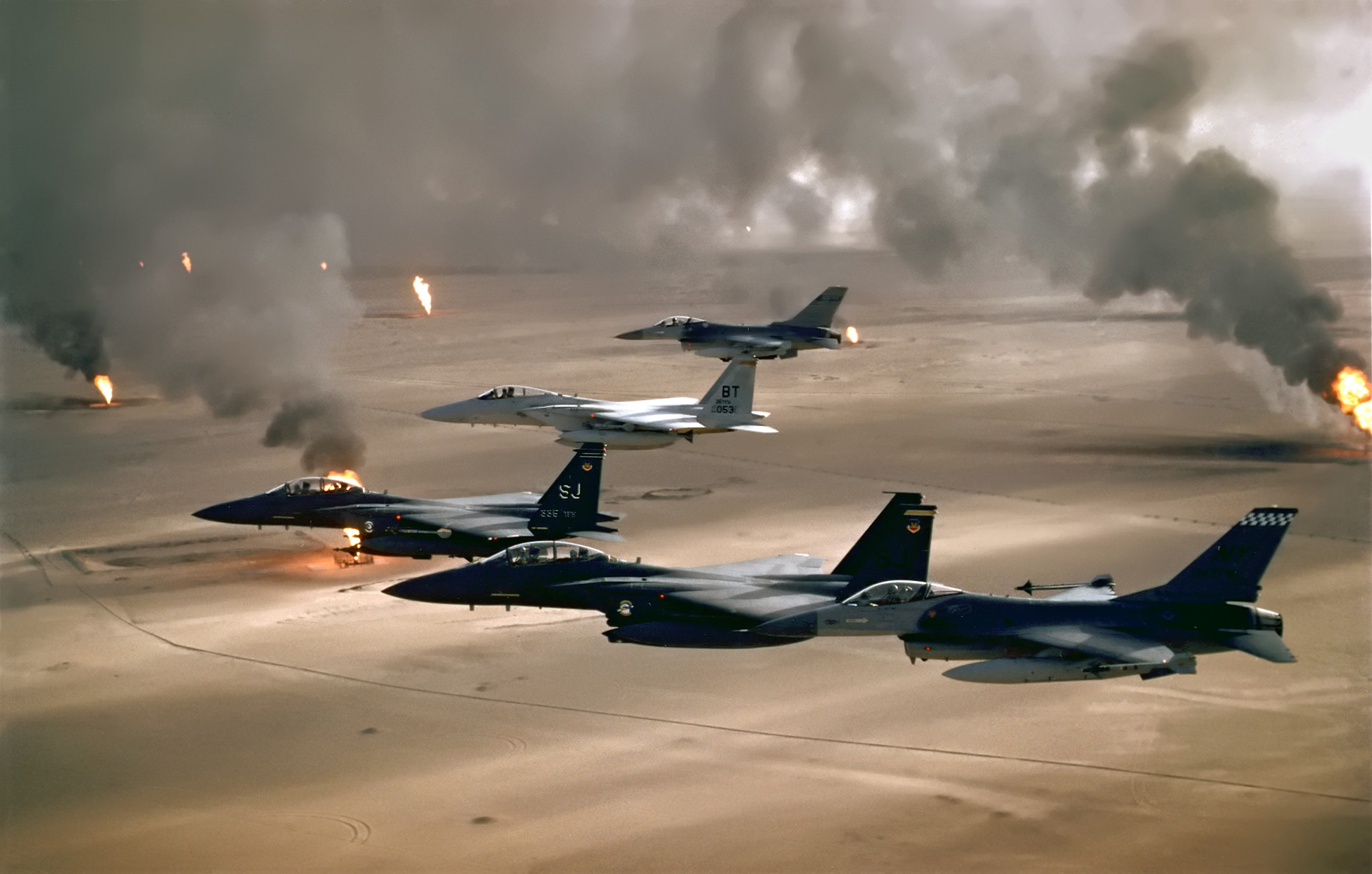
دو فروند جنگنده اف-۱۶ فایتینگ فالکن و سه فروند جنگنده اف-۱۵ ایگل متعلق به نیروی هوایی آمریکا در حال پرواز بر فراز چاه‌های نفت به آتش کشیده‌شده کویت در جریان جنگ خلیج فارس در سال ۱۹۹۱ میلادی. خاموش‌کردن کامل حدود ۸۰۰ حلقه چاه نفت به آتش کشیده‌شده کویت، تا ۸ ماه پس از پایان جنگ به طول انجامید، اما اثرات زیست‌محیطی آن تا سال‌ها گریبان‌گیر آن کشور بود.

به‌طور سنتی روابط کویت با کشورهای غربی به ویژه آمریکا گسترده بوده است. در سال ۱۹۶۱ بلافاصله پس از اعلام استقلال کویت، روابط دیپلماتیک بین دو کشور برقرار شده و دامنه این روابط از سال ۱۹۷۱ تا سطح مسائل نظامی بسط و گسترش یافت. از آن تاریخ تا کنون کویت مبالغ هنگفتی صرف خریدهای نظامی از ایالات متحده نموده است. یکی از مسائل مورد توجه در مناسبات کویت و آمریکا، وابستگی شدید کویت به مواد غذایی وارداتی از آمریکاست، که طی دهه گذشته به‌طور مداوم رشد فزاینده‌ای داشته است. این وابستگی در سطح بسیار بالای برای کویت مطرح است و چنانچه صدور مواد غذایی از آمریکا به این کشور محدود یا متوقف گردد، کویت سخت در مضیقه قرار خواهد گرفت. به‌دنبال سفر دوره‌ای شیخ صباح به اروپا در سال ۱۹۹۴، آمریکا برای اینکه از متحدان اروپایی خود عقب نماند، خانم مادلین آلبرایت سفیر خود در سازمان ملل را به منطقه خلیج فارس اعزام نمود تا در خلال آن مانع تقویت فکر رفع تحریم علیه عراق شود. نامبرده ابتدا از سلطان نشین عمان دیدار نمود و سپس با سفر به کویت، پیام پشتیبانی همه‌جانبه آمریکا از اهداف سیاسی کویت در مناقشه با عراق را به اطلاع امیر و مسئولان کویت رسانید.

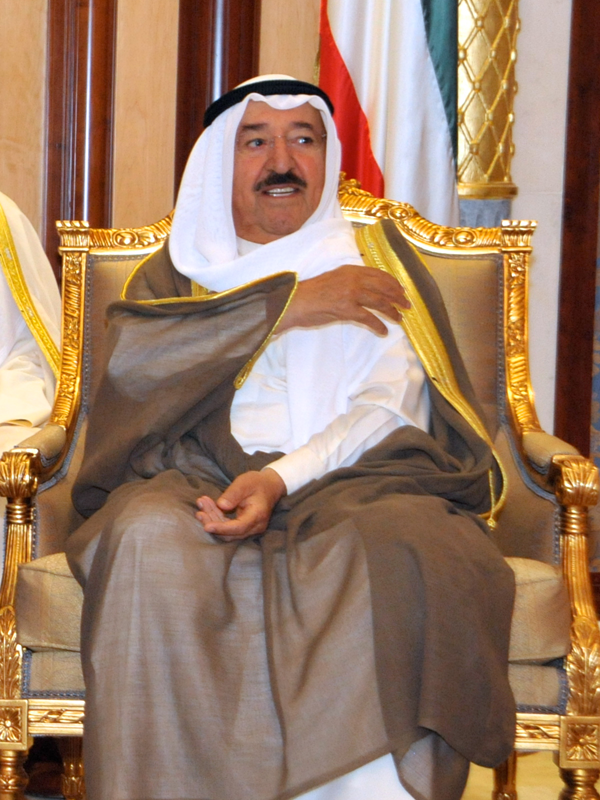
امیر سابق کویت صباح احمد جابر الصباح

## حاکمان کویت
روز ملی: ۲۵ فوریه (۱۹۵۰)
1. قوه مجریه:

- رئیس دولت (امیر): شیخ مشعل احمد جابر الصباح
- ولیعهد:

1. قوه مقننه:

- پارلمان ملت (مجلس الامه)، ۵۰ کرسی که با انتخابات مردمی انتخاب می‌شود.

1. قوه قضاییه:

- دیوان عالی استیناف / رادمان

## مردم‌شناسی

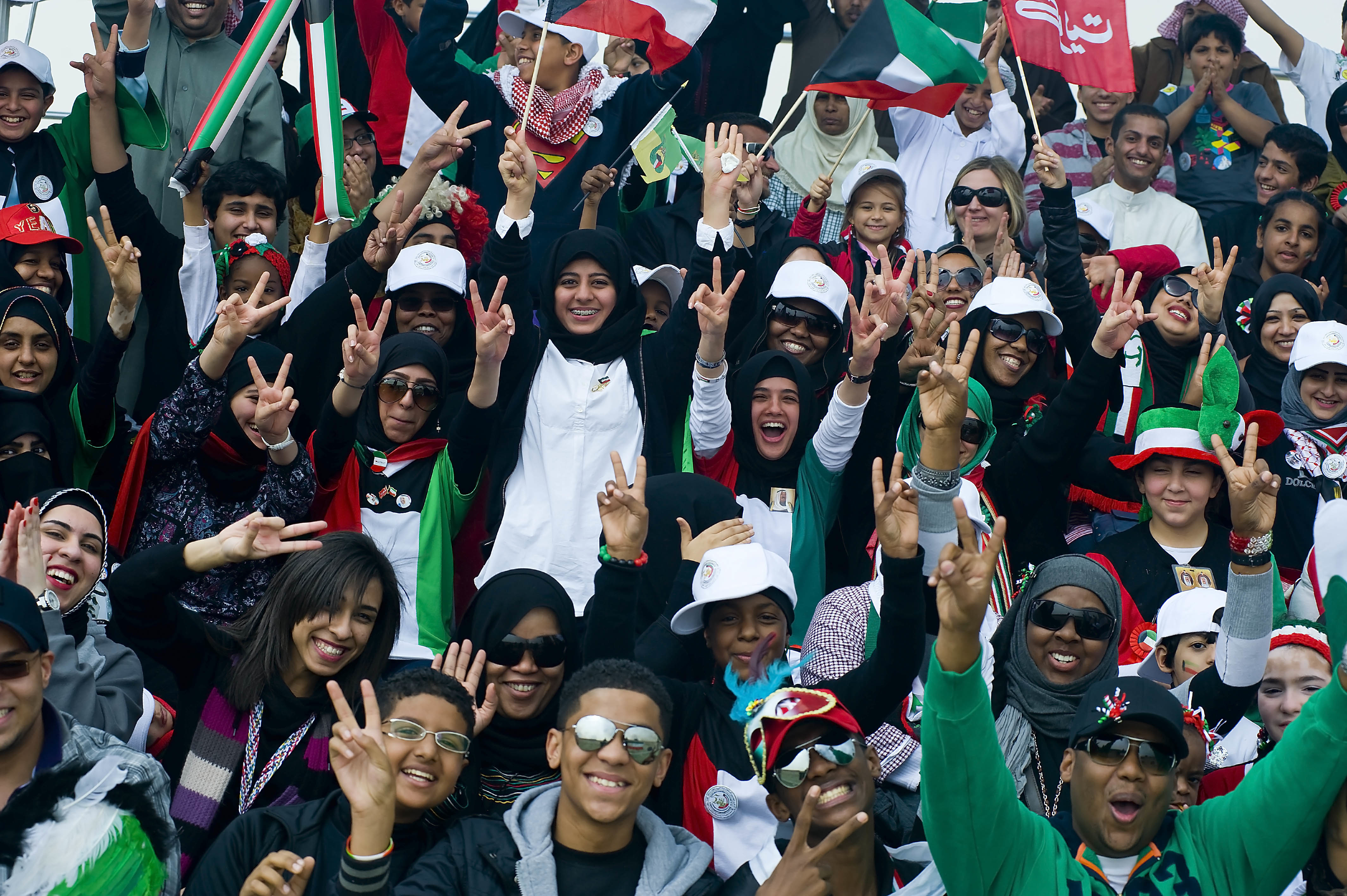
جوانان کویتی در جشن روز استقلال کویت در سال ۲۰۱۱

جمعیت کویت در سال ۲۰۱۸ برابر با ۴٫۶ میلیون نفر بود که از آن‌ها ۱٫۴ میلیون شهروند کویت، ۱٫۲ میلیون عرب کشورهای دیگر، ۱٫۸ میلیون مهاجر آسیایی و ۴۷٬۲۲۷ نفر آفریقایی بودند. بیشتر جمعیت کشور در استان حولی و کمترین جمعیت در استان جهرا زندگی می‌کنند. جمعیت غیر کویتی‌ها مقیم این کشور نیز بیشتر در استان حولی ساکن می‌باشند.

### گروه‌های قومی

هرم جمعیت در کویت

مهاجران در کویت حدود ۷۰٪ از جمعیت کل کشور را می‌سازند. در پایان دسامبر ۲۰۱۸، ۵۷٫۶۵٪ از جمعیت کل کویت عرب (شامل مهاجران) بودند. هندی‌ها و مصری‌ها به ترتیب بزرگ‌ترین گروه‌های مهاجر هستند.

### دین
اسلام در کویت بیشترین پیروان را میان شهروندان کویت دارد و برآورد می‌شود که ۶۰٪–۶۵٪ از آن‌ها سنی و ۳۵٪–۴۰٪ شیعه هستند. بیشتر شهروندان شیعه کویت از تبار ایرانی هستند. این کشور دارای یک جامعه بومی مسیحی است که شمار آن‌ها از ۲۵۹ تا ۴۰۰ نفر از شهروندان کویت برآورد شده است. کویت در کنار بحرین تنها کشور شورای همکاری خلیج فارس است که دارای جمعیت بومی و دارای شهروندی مسیحی است. همچنین گروه کوچکی از مردم کویت پیرو آیین بهائی هستند. کویت دارای جوامع بزرگ مهاجر مسیحی، هندو، بودایی و سیک است.

### زبان‌ها
زبان رسمی کویت عربی نوین معیار است که بیشتر در آموزش و روزنامه‌نگاری کاربرد دارد. عربی کویتی گونه‌ای از زبان عربی است که در زندگی روزمره استفاده می‌شود. انگلیسی در کشور به‌طور گسترده‌ای درک می‌شود و به عنوان زبان تجاری نیز کاربرد دارد. در کنار انگلیسی، فرانسوی به عنوان زبان سوم برای دو سال به دانش‌آموزان رشته علوم انسانی در مدرسه‌ها آموزش داده می‌شود. عربی کویتی گونه‌ای از عربی خلیجی است که با دیگر گویش‌های عربی خلیج فارس اشتراکاتی دارد. عربی کویتی به دلیل مهاجرت اقوام مختلف و همچنین بازرگانی، از زبان‌های فارسی، بلوچی، ترکی، ایتالیایی، انگلیسی و زبان‌های هند وام‌واژه‌های بسیاری را پذیرفته است.
گویشی از فارسی به نام فارسی کویتی در میان عجم‌های کویت رایج است. زبان ایرانی اچمی دشتی که در جنوب فارس رایج است، نیز واژگان عربی کویتی را تحت تأثیر قرار داده است.

## رسانه‌های عمومی
1. (الرأی العام): این روزنامه به زبان عربی و در ۱۶ صفحه چاپ می‌شود. الرأی العام تا حدود زیادی منعکس‌کننده نظرات دولت کویت است و در افکار عمومی نسبتاً تأثیر دارد.
2. (السیاسه): تیراژ آن ۷۰۰۰۰ هزار نسخه و دارای دفاتر نمایندگی دائمی در امان، ریاض و قاهره است و نسخه‌های آن به اغلب کشورهای عربی ارسال می‌گردد.
3. (الانباء): این روزنامه با تیراژی در حدود ۶۵ هزار نسخه در روز به زبان عربی چاپ و منتشر می‌شود و تا حدودی منعکس‌کننده نظرات مقامات رسمی کویت بوده و نفوذ دولت در آن زیاد است و نسبتاً در افکار عمومی تأثیر دارد.
4. (الوطن) روزنامه الوطن با تیراژ ۶۵ تا ۷۵ هزار نسخه به زبان عربی منتشر می‌شود. این نشریه نسبت به دیگر روزنامه‌ها از استقلال نسبی برخوردار است و نزد افکار عمومی به ویژه دانشجویان و روشنفکران مورد توجه است.
5. (القبس): این روزنامه با تیراژی حدود ۷۰۰۰۰ نسخه از سوی مؤسسه مطبوعاتی القبس به زبان عربی منتشر می‌شود. علاوه براغلب کشورهای عربی در برخی کشورهای اروپایی نیز توزیع می‌گردد. از روزنامه‌های خبرساز کویت بوده و بخاطر تماس با مدیران ادارات و ارگان‌های دولتی اخبار محلی را منتشر می‌کند و از نفوذ خوبی در افکار عمومی برخوردار است.

رادیو کویت از سال ۱۹۵۱ فعالیت خود را آغاز نمود و قبل از اشغال این کشور از سوی عراق بعثی، با چهار فرستنده برنامه‌های خود را به زبان‌های عربی، انگلیسی، فرانسه و فارسی پخش می‌کرد. در کویت فرستنده رادیویی وجود ندارد اما چند شبکه ماهواره‌ای خصوصی فعالیت می‌کنند و این رسانه گروهی در کنترل کامل دولت است. تلویزیون کویت در حال حاضر با ۴ کانال فعالیت می‌کند. یک کانال به زبان عربی، کانال دوم به زبان انگلیسی و کانال سوم و چهارم مختص پخش گزارش‌های ورزشی و فیلم‌های سینمایی است.

## اقتصاد
کویت با توجه به جمعیت کم و تولید ناخالص ملی بالا، از درآمد سرانه بسیار خوبی برخوردار است. متوسط درآمد سرانه مردم کویت در سال ۲۰۱۸ میلادی (۱۳۹۷ هجری خورشیدی) به ۶۹ هزار دلار رسید در این کشور آمار جمعیت زیر خط فقر صفر می‌باشد و خانواده‌های کویتی از زندگی بسیار مفرهی برخوردارند. تمایل به تجملات و تشریفات که به صورت یک خرده فرهنگ در خانواده‌های کویتی نمود یافته است، برگرفته از همین رفاه بالای اجتماعی است.
نرخ تورم اقتصادی در کویت کمتر از ۰/۲ درصد برآورد می‌شود؛ کویت یک میلیون نفر نیروی کار دارد که اغلب آن‌ها مهاجران کشورهای خارجی هستند. ۵۰ درصداز نیروی کار کویت در بخش‌های دولتی و خدمات اجتماعی، ۴۰ درصد در بخش خدمات و ۱۰ درصد در بخش صنعت و کشاورزی شاغلند. واحد رسمی پول کویت دینار است که خود به یکهزار فلس تقسیم می‌شود؛ که با ارزش‌ترین واحد پول جهان می‌باشد.
صادرات مجدد کالا، محصولات نفتی، گاز طبیعی مایع، مصالح ساختمانی، زغال، سیمان، مواد شیمیایی، فولاد، فلزات، استیل، ماهی، میگو، نمک، فراورده‌های غذایی، پوشاک، چرم، کاغذ از اقلام صادراتی این کشور می‌باشد. ایالات متحده آمریکا، کره جنوبی، ژاپن، هند، انگلستان، سنگاپور، آلمان، ایتالیا، فرانسه، چین و هلند از مهم‌ترین شرکای تجاری اقتصادی کویت هستند.

### نفت و گاز

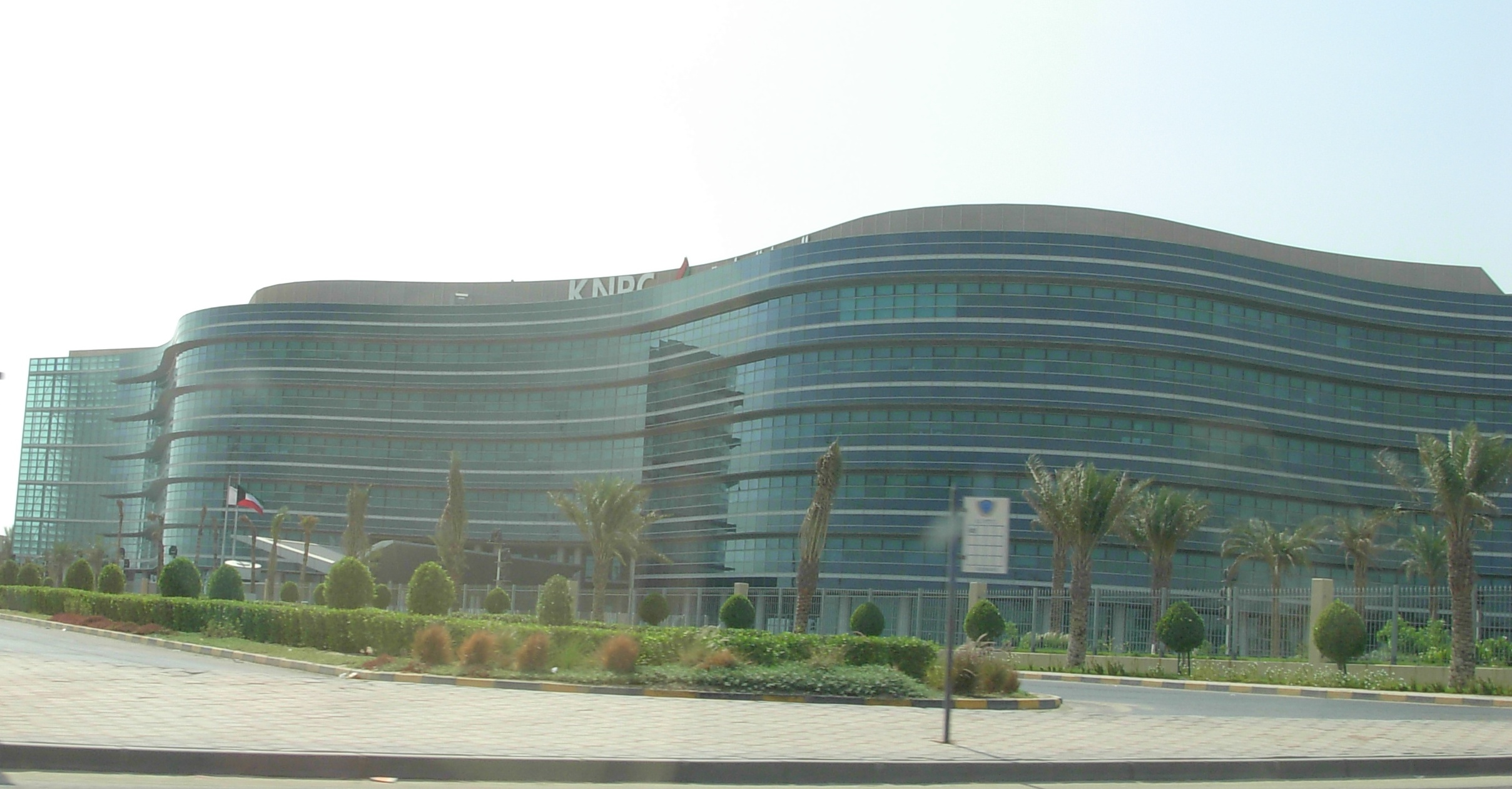
شرکت ملی نفت کویت

همپای رشد صنعت نفت در کویت، این کشور اقداماتی را نیز برای استخراج و بهره‌برداری از منابع گاز طبیعی (بوتان، پروپان، نپتان) آغاز کرد. منابع گاز در اطراف بندر الاحمدی و شعیبه ذخیره و سپس توسط سوپر تانکرهای ویژه حمل گاز به کشورهای مصرف‌کننده از جمله ژاپن و سایر کشورهای غربی صادر می‌گردد. تولید و استخراج گاز در کویت روند رو به رشدی بسیار بالایی را نشان می‌دهد.

### صادرات

صادرات کویت در سال ۲۰۱۹

طبیعتاً نفت و فراورده‌های نفتی مهم‌ترین اقلام صادراتی کویت و بیش از ۹۶٪ آن را تشکیل می‌دهند. در سال ۱۹۹۴ مجموع ارزش صادرات کویت، ۳۴/۳ میلیارد دینار (بیش از ۱۱ میلیارد دلار) بود که از این رقم ۱۱/۳ میلیارد دینار (۳/۱۰ میلیارد دلار) را صادرات نفتی تشکیل می‌دادند.

### واردات
تقریباً به‌جز نفت و دیگر فراورده‌های نفتی، نیازمندی‌های کویت از خارج وارد می‌شود و شهروندان آن با داشتن درآمد سرانه سالانه نزدیک به ۱۴ هزار دلار، قدرت خرید، سطح معیشتی بالا و روحیه مصرف‌گرا، بازاری پرکشش برای کالاهای وارداتی را فراهم کرده‌اند. بدین ترتیب میانگین سرانه واردات کالا در کویت بیشترین رقم در بین کشورهای جهان است که در سال ۱۹۸۷، ۸۱۸ دینار کویت بود. کویت از یک سیاست بازرگانی آزاد که خود جزئی از سیستم اقتصادی آزاد به‌شمار می‌آید پیروی می‌کند و برای واردات بسیاری از کالاها ممنوعیتی ندارد. مقررات گمرکی کویت نیز سهل گیرانه است. تعرفه‌های گمرکی در سه دسته ۴٪، ۸٪ و بیشتر از ۸٪ اعمال می‌شود.
جمع ارزش واردات کویت طی سال ۹۳ (بدون احتساب خریدهای تسلیحاتی) بیش از ۷ میلیارد دلار بود که به واردات ۴۴ قلم کالا اختصاص یافت. مهم‌ترین اقلام وارداتی کویت حسب ارزش در سال ۱۹۹۳ را انواع خودرو و لوازم یدکی، هواپیماهای مسافربری، زیورآلات، جواهرات و فلزات قیمتی، دام زنده، منسوجات، لوله برای خطوط لوله نفت، پوشاک، تجهیزات صنایع نفتی و گاز، دارو، لوازم منزل، دکوراسیون منزل، سیگار، لوازم الکتریکی منزل و ساختمانی، لاستیک، موادغذایی، تجهیزات ارتباطات و حمل و نقل تشکیل می‌دادند. براساس آمار سال ۱۹۹۲ فرانسه، عربستان سعودی، امارات متحده عربی، هند، هنگ کنگ، چین، پاکستان، مصر، ایتالیا، فیلیپین، بحرین، آمریکا مهم‌ترین کشورهای واردکننده کالاهای غیرنفتی از کویت هستند. برپایه همین آمار آمریکا، ژاپن، آلمان، انگلستان، فرانسه، ایتالیا، هند و عربستان سعودی کشورهای عمده صادرکننده کالا به کویت هستند که رقم صادرات هریک از آن‌ها بیش از ۳۵۰ میلیون دلار بوده است. جمهوری اسلامی ایران در سال‌های ۱۹۹۴ با ۰۹۳/۲۶ میلیون دینار هیجدهمین، در سال ۱۹۹۵ با ۶۳۶/۲۴ میلیون دینار بیست و یکمین، در سال۱۹۹۶ با ۸۱۳/۱۹ میلون دینار بیست و ششمین و در سال ۱۹۹۷ با ۳۷۴/۱۸ میلون دینار بیست و هفتمین کشور صادرکننده کالا به کویت بود.

### کشاورزی

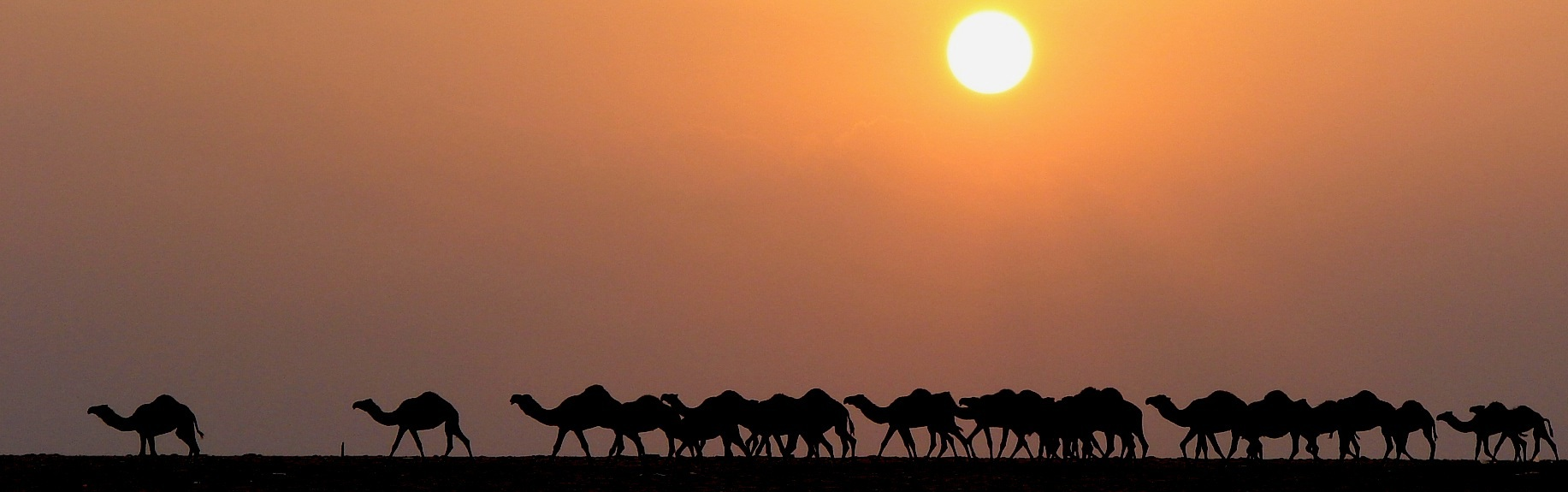
یک جواز در کویر کویت

کویت با قرارگرفتن در عرض جغرافیایی ۳۰ درجه شمالی و در حاشیه بیابان‌های خشک و سوزان شبه جزیره عربستان یک کشور با آب و هوای خشک بیابانی و فاقد هرگونه آب جاری است. فقدان آب‌های سطحی مناسب برای کشت، نامساعد بودن و هوای گرم و بیابانی کویت را از لحاظ کشاورزی سرزمین بسیار فقیری ساخته است. زمین‌های قابل کشت کویت تنها مساحتی حدود ۱/۱٪ از خاک این کشور یعنی کمتر از ۲۰۰ کیلومترمربع و مراتع آن نیز فصلی است. به همین دلیل بخش کشاورزی و دامداری در کویت کم‌اهمیت و ناچیز است. کشاورزی در واقع اساس و پایه معیشتی مردم کویت نیست و ساختار اقتصادی این کشور به آن وابستگی ندارد.
هرچند کویت بخاطر نداشتن آب جاری و خاک مناسب کشاورزی یک کشور کشاورزی محسوب نمی‌شود، ولی از سال ۱۹۵۳ کشاورزی در کویت مورد توجه قرار گرفت. در دهه ۱۹۷۰ با اوج‌گیری درآمد نفت کویت و اختصاص مبالغ بیشتر برای یارانه بخش کشاورزی، چند شرکت کشاورزی در کویت به‌وجود آمدند که با استفاده از منابع آب زیرزمینی و اصلاح خاک کشتزارهای نسبتاً بزرگی را در مناطق الصلیبیه، الوفره و العبدلی ایجاد نمودند.
کل مساحت کویت ۱۷۸۱۸ کیلومتر مربع است و همان‌طور که گفته شد کمتر از ۲۰۰ کیلومتر مربع یعنی ۱۲/۱٪ آن را زمین‌های مناسب برای کشاورزی تشکیل می‌دهند. تقریباً ۴۲ کیلومتر مربع از این زمین‌ها به صورت نخلستان یا کشتزار در دست بهره‌برداری است و باقی‌مانده آن به لحاظ نبود آب، لم یزرع باقی‌مانده است. کشتزارها و زمین‌های قابل کشت کویت پراکنده بوده و سه ناحیه الجهراء، العبدلی و الوفره مهم‌ترین و وسیعترین واحدهای کشاورزی کویت هستند که به عنوان مراکز کشاورزی کویت شهرت یافته‌اند. در این نواحی گندم، جو، چند نوع حبوبات و برخی از انواع سبزی و صیفی جات کشت می‌شود.
علیرغم محدودیت‌های کشاورزی در کویت چند قلم از فراورده‌های کشاورزی و دامی می‌توانند پاسخگوی نیازمندی‌های بازار کویت باشند. به‌طور مثال در سال ۱۹۸۷، ۴۵٪ از تخم مرغ و ۴۰٪ از گوشت مرغ و ۷٪ از علوفه مصرف داخلی از کشتزارها و باغچه‌های داخلی تأمین شد. در همین سال مقدار فراورده‌های دامی و کشاورزی تولید شده: ۴۴۷ میلیون تخم مرغ، ۳۰ هزار تن گوشت مرغ، ۱۶۵۴ تن گوشت گوسفند و بره و ۲۳۴ تن گوشت گاو و تولید شیر ۵۳ هزار تن بوده است. برپایه آمار سال ۱۹۹۳ مجموع فراورده‌های کشاورزی کویت شامل محصولات زمستانی، تابستانی و فراورده‌های گلخانه‌ای، ۱۴۸۶۳۲ تن بوده است.
به دلیل نامساعد بودن آب و هوا کاشت و داشت گیاهان گلخانه‌ای و برداشت این نوع محصولات در کویت در مقایسه با کشتزارهای فضای آزاد رونق خوبی دارد. در سال ۱۹۹۳ برداشت فراورده‌های کشاورزی گلخانه‌ای ۳۷۶۶۲ تن بود. فراورده‌هایی مانند گوجه، خیار، فلفل، بامیه، لوبیاسبز، بادمجان، توت فرنگی، پیاز، سبزیجات، کلم، کاهو، ذرت و برخی دیگر از اقلام کشاورزی با این شیوه کشت و برداشت می‌شوند.
هر چند دامداری بخش جدایی ناپذیر از زندگی قبیله‌ای به‌شمار می‌آید لکن متناسب با فقر پوشش گیاهی و گرایش بیشتر کویتی‌ها به ماهیگیری، نگهداری و پرورش دام و طیور رونق چندانی در کویت نداشته است.
برخلاف بخش کشاورزی که پیش از دوران رونق نفتی نقش چندانی در اقتصاد کویت نداشتند، ماهیگیری و بهره‌برداری از منابع دریایی یکی از منابع اصلی درآمد کویتی‌ها در دوره یاد شده بود.
صید ماهی و میگو بصور ت قابل توجهی در کویت رونق دارد و خوراک دریایی برای مصرف داخلی کویت و بعضاً صدور به خارج را عرضه می‌نماید. در سال ۱۹۹۴ مجموع ماهی و میگو که صید و به بازار داخلی کویت وارد شد بیش از ۹۹۳۲ تن بود. در کویت چند شرکت در بخش ماهیگیری فعالیت دارند که به صید، انجماد، بسته‌بندی و فروش (دربازار داخلی یا صادرات) ماهی و میگو می‌پردازند.
سازمان امور کشاورزی و منابع دریایی کویت براساس دو طرح کوتاه مدت پنج ساله و بلند مدت ۲۰ ساله که تا سال ۲۰۰۸ به درازا می‌کشد تلاش دارد بخش کشاورزی را گسترش دهد. در حال حاضر نیز به منظور گسترش کشاورزی سیاست‌های تشویقی و تسهیلاتی را اعمال می‌نماید. کمک‌های دولتی به بخش کشاورزی شامل موارد متعددی است که از تأمین نیروهای فنی و متخصص تا ارائه بذرهای اصلاح شده، کودهای شیمیایی، پلاستیک سفید (برای گلخانه) با قیمتهای پایین را شامل می‌شود. میانگین کمک‌های دولت کویت به بخش کشاورزی نزدیک به ۸۰۰ دینار برای هر کشتزار در سال برآورد شده است.
تسهیلات اعتباری ویژه دولت برای بخش کشاورزی اعطای وام‌های کشاورزی تا ۲۰ هزار دینار (۶۶ هزار دلار) در اقساط ۱۵ ساله بدون بهره، وام‌های بیش از ۲۰ هزار دینار با اقساط ۱۰ ساله و با بهره ۲ درصد را شامل می‌شود.
علاوه بر سازمان امور کشاورزی و منابع دریایی کویت که ارگان دولتی و مسئول این بخش در کویت است سازمان‌ها و اتحادیه‌های دیگری نیز در بخش کشاورزی فعالیت دارند از جمله جمعیت مهندسین کشاورزی کویت، اتحادیه کشاورزان کویت، اتحادیه ماهیگیران و صاحبان کشتی‌های کوچک، اتحادیه جمعیتهای تعاونی تولیدکننده فراورده‌های کشاورزی، جمعیت کشاورزی الوفره، جمعیت کشاورزی العبدلی و چند اتحادیه و سازمان غیردولتی دیگر.
مجموع نیروی کار شاغل در بخش کشاورزی و ماهیگیری کویت براساس آمار وزارت برنامه‌ریزی تا پایان سال ۱۹۹۴، ۹۸۵/۱۵ نفر بود که ۶/۱٪ از مجموع نیروی کار این کشور را تشکیل می‌دهند.
بخش کشاورزی شامل (پرورش دام و طیور) و ماهیگیری سهم بسیار ناچیز در تولید ناخالص داخلی کویت دارند. مجموع رقم تولید ناخالص داخلی این بخش در سال ۱۹۹۳، ۳/۲۲ میلیون دینار (معادل ۲۵۹/۷۴ میلیون دلار) بود که ۳۴٪ درصد تولید ناخالص داخلی کویت را تشکیل می‌داد.

### پول رایج

دینار کویت باارزش‌ترین پول رایج در جهان

پول رایج کویت دینار کویت است که از آوریل ۱۹۶۱ جایگزین روپیه هند شد. هریک دینار مساوی با ۱۰۰۰ فلس و مسکوکات فلزی آن ۱۰۰ فلس، ۵۰ فلس، ۲۰ فلس، ۱۰ فلس و ۵ فلس و اسکناس‌های آن ۲۵۰ فلس (ربع دینار)، ۵۰۰ فلس (نیم دینار)، یک، ۵، ۱۰ و ۲۰ دیناری هستند. دینار کویت مانند واحد پول دیگر کشورهای صادرکننده نفت وابستگی مستقیم مؤثری با دلار دارد. دینار کویت آزادانه قابل تبدیل است و نرخ برابری آن روزانه اعلام می‌شود.
هر دینار کویت معادل ۳٫۲۷ دلار آمریکا و هر دلار معادل ۰٫۳۰۵ دینار است. (آوریل ۲۰۲۲).

### تولید ناخالص داخلی
تولید ناخالص داخلی کویت پس از جنگ خلیج فارس و از سرگیری فعالیت‌های اقتصادی در سال ۱۹۹۲ رشد داشت. در سال ۱۹۹۳ تولید ناخالص داخلی کویت به ۳۴/۷ میلیارد دینار رسید که در مقایسه با سال ۱۹۹۲، ۳۳٪ رشد داشت. این مبلغ در سال ۱۹۹۹ بالغ بر ۸/۴۴ میلیارد دلار بوده است.
تولید ناخالص داخلی کویت در سال ۲۰۱۷ به ۱۲۶ میلیارد دلار رسیده است

### نیروی انسانی

بانک الخلیج کویت

کشور کویت تلاش می‌نماید که در تمام شئون مملکتی از بهترین شیوه‌های مدرن اجتماعی استفاده نماید. به همین دلیل سیستم کارگری را برمبنای قانون کار و ضوابط مربوط استوار نموده است. منابع کارگری کویت را اکثراً خارجیان تشکیل می‌دهند. مشکل کمبود نیروی انسانی به ویژه در بخش ساختمانی مقامات کویتی ر ا بر آن داشته که در این مورد یک راه حل موقتی پیدا و شرکت‌های ساختمانی و پیمانکاران را مسئول تأمین نیروی انسانی و برای اجرای برنامه مربوط نمایند. بنابر آخرین آمار خارجیان مقیم این کشور به تفکیک تابعیت که از سوی اداره آمار انتشار یافته، کشور مصر با ۲۸۰۸۱۵ نفر یعنی ۲۳٪ خارجیان را تشکیل می‌دهند و در رده‌های بعدی هند با ۲۱۹٬۷۷۰ نفر (۱۸٪)، بنگلادش ۱۲۲٬۰۰۰(۱۰٪)، سریلانکا ۱۲۱٬۵۰۰ نفر (۱۰٪)، پاکستان ۹۷٬۶۷۵(۸٪)، سوریه (اکثریت کردها) ۸۵٬۴۶۵ (۷٪)، ایران با ۷۳٬۶۷۵ نفر (۶٪) از جمعیت خارجیان مقیم این کشور را تشکیل می‌دهند و در رده‌های بعدی اتباع فیلیپین، لبنان، اردن و عراق و برخی دیگر کشورها را می‌توان نام برد. ۹۸ درصد کارگران بخش خصوصی را خارجیان تشکیل می‌دهند قوانین کار تنظیم شده بیشتر جنبه دفاع از کارفرما را دارد تا کارگر. البته قانون جدید کار، بیش از چند سال است که به مجلس ارائه شده ولی تاکنون به تصویب نرسیده است.

## انرژی

### برق

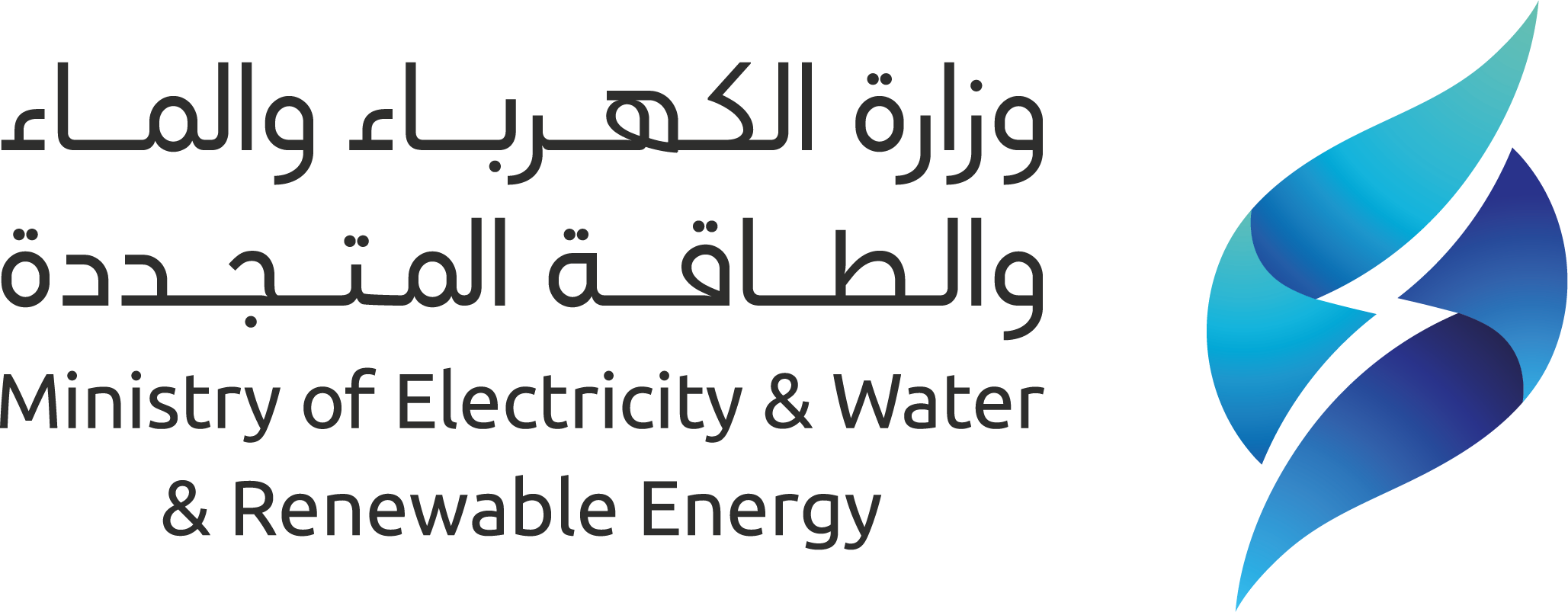
وزارت برق و آب و انرژی‌های تجدیدپذیر در کویت

در سال ۱۹۵۳ برای نخستین بار در کویت با بهره‌برداری از یک مولد بخار، نیروی برق به‌دست آمد. این مولد در منطقه الشویخ با توان تولید ۷۵۰ کیلووات ساعت برق آغاز بکار کرد. در حال حاضر توان تولید اسمی برق کویت ۶۸۹۸ مگاوات است. این میزان تولید برق تقریباً ۱۵٪ بیشتر از مصرف آن است که در سال ۱۹۹۳، ۱۷۱۶۳ میلیون کیلووات ساعت بود. به‌طور کلی کویت دارای شش نیروگاه برق بزرگ است.
کویت گذشته از ذخایر سرشار نفت، دارای منابع طبیعی مهم و شناخته شده دیگری نیست. در کنار فقر منابع طبیعی، محدودیت منابع انسانی عامل دیگری است که در بررسی ساختار اقتصادی کویت باید مورد توجه قرار گیرد.
در ذیل با اشاره کوتاه به صنایع در کویت مطالبی پیرامون تعداد، ترکیب و مهم‌ترین واحدهای صنعتی کویت خواهد آمد.
براساس آمار وزارت بازرگانی و صنعت کویت مجموع واحدهای صنعتی این کشور به ۷۸۷ واحد می‌رسد. بیشتر واحدهای صنعتی یادشده کارگاه‌های صنایع سبک تبدیلی هستند که در زمینه معادن (شن و ماسه و سنگ) مواد غذایی، نوشیدنی‌های غیرالکلی، منسوجات، پوشاک، چرم، صنایع چوبی، اثاثیه، کاغذ چاپ و انتشار، صنایع شیمیایی، فراورده‌های نفتی، زغال، نایلون و پلاستیک، تولیدات مواد خام غیرفلزی، اقلام ساختمانی، ماشین آلات و تجهیزات و ابزار فعالیت دارند. این رقم پالایشگاه‌ها و صنایع نفتی را نیز شامل می‌شود.

## ترابری و ارتباطات

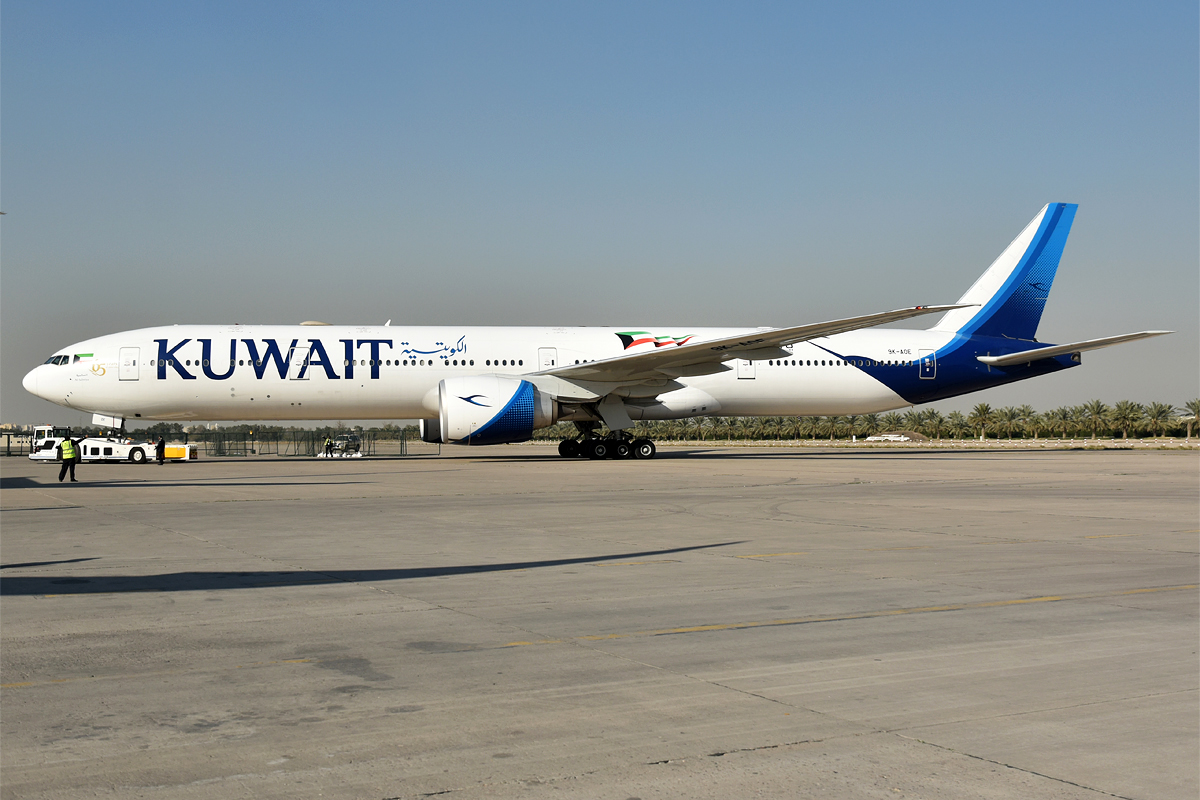
کویت ایرویز در فرودگاه بین‌المللی کویت

به لحاظ موقعیت جغرافیایی، حمل و نقل دریایی در کویت اهمیت شایان و درجه اول دارد. در واقع شالوده و هویت این کشور با وجود یک بندرگاه مناسب بازرگانی در خلیج کویت در هم آمیخته و اساس پیدایش این امیرنشین کوچک حاشیه خلیج فارس به‌شمار می‌رود. کویت ناوگان کشتیرانی بازرگانی اختصاصی در اختیار ندارد بلکه یکی از شرکای (شرکت کشتیرانی متحده عرب) است که بیشتر حمل و نقل بازرگانی کویت را انجام می‌دهد. این شرکت کشتیرانی در سال ۱۹۷۶ تأسیس شده و دیگر شرکای آن کشورهای عرب حوزه خلیج فارس هستند کشتی‌های این شرکت بین کشورهای اروپایی، بندرهای دریای مدیترانه، ژاپن، سواحل شرقی آمریکا، آمریکای جنوبی و بندرهای عربی خلیج فارس و دریای سرخ رفت‌وآمد می‌کنند.

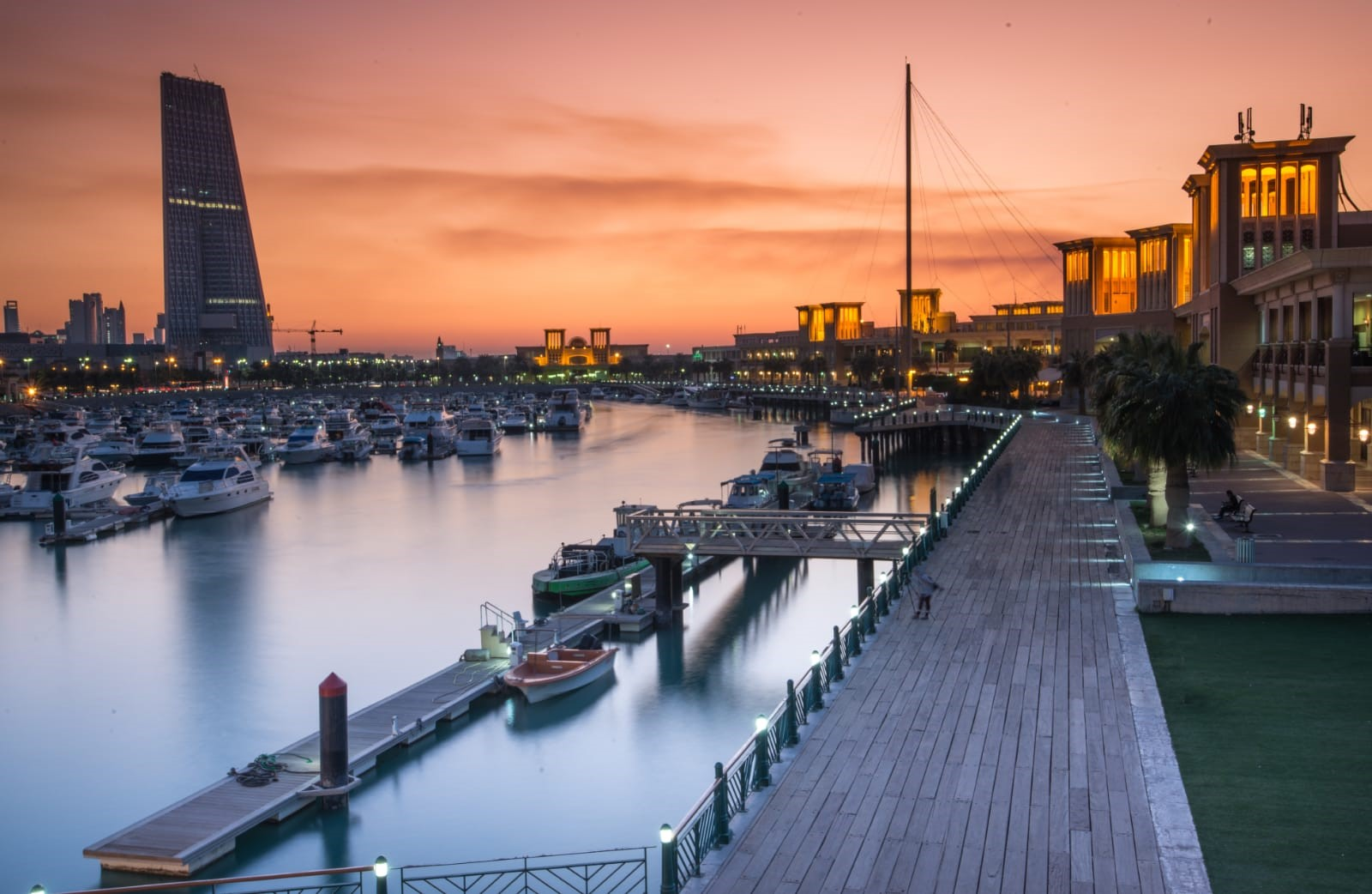
چشم‌انداز دریا بندر سوق

کویت برای حمل و نقل مسافر و کالا علاوه بر ناوگان دریایی از خطوط هوایی خود نیز استفاده می‌کند. ناوگان هوایی کویت در خطوط هواپیمایی کویت که یک شرکت دولتی است و توسط سازمان هواپیمایی کشوری کویت اداره می‌شود متمرکز است.
کویت دارای ۶ فرودگاه قابل پرواز است که در میان آن‌ها از یک فرودگاه برای پروازهای بین‌المللی بهره‌برداری می‌شود.
در بخش حمل و نقل زمینی با توجه به مساحت کم کویت، تمرکز جمعیت در کناره ساحل و عمدتاً در بخش مرکزی و خلیج کویت فاقد شبکه راه‌آهن است و حمل و نقل زمینی جاده‌ای از لحاظ جابجایی مسافر پس از هواپیمایی و از لحاظ جابجایی کالا پس از کشتیرانی قرار می‌گیرد.
کویت در بین کشورهای عربی، دارای بالاترین رقم سرانه خودروهای شخصی است و از این حیث در جهان پس از ۶ کشور صنعتی پیشرفته در رتبه هفتم قرار می‌گیرد.

### ارتباطات
کویت از لحاظ وضعیت ارتباطات تلفنی وضعیت مناسبی دارد. خدمات تلفنی کویت از طریق ۳۵ ایستگاه در سراسر خاک کویت انجام می‌شود. رقم سرانه خطوط تلفن در کویت۴ در هزار است.
کویت مثل سایر کشورهای عضو شورای همکاری خلیج فارس از تجهیزات مخابراتی گسترده‌ای برخوردار است. در این کشو ۵ اپراتور تلفن ثابت و۲ اپراتور تلفن همراه فعال است.
مردم کویت امواج ۲۷ ایستگاه رادیویی و یک ایستگاه رادیویی با طول موج کوتاه را دریافت می‌کنند، ضمن آنکه برنامه‌های تلویزیونی این کشور از طریق ۱۳ شبکه در سراسر کشور پخش می‌شود.
از لحاظ امکانات ترانزیتی و راه‌های مواصلاتی، کویت فاقد خطوط ریلی است، ولی نزدیک به ۴ هزار و ۴۵۰ کیلومتر جاده، ۸۷۷ کیلومتر لوله انتقال نفت خام، ۴ کیلومتر لوله انتقال فراورده‌های نفتی، ۱۶۵ کیلومتر لوله انتقال گاز طبیعی، ۶ بندر تجاری و صیادی و ۷ فرودگاه بزرگ و کوچک در این کشور وجود دارد. چهار فرودگاه کشور کویت نیز شرایط پذیرش هواپیماهای پهن‌پیکر را دارا است.

## نیروهای نظامی

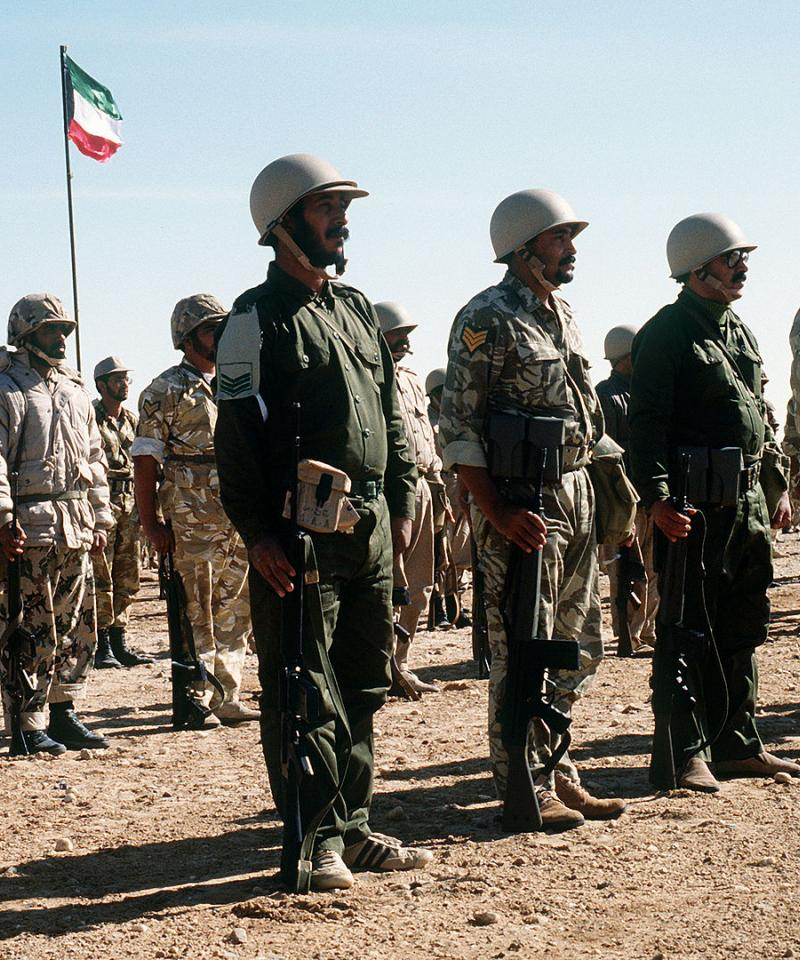
ارتش کویت

نیروهای مسلح کویت از چندین بخش تشکیل شده است و بیشتر جنبه دفاعی دارد. بخش‌های دولتی آن شامل وزارت دفاع، وزارت کشور (شامل گارد ساحلی)، گارد ملی و اداره خدمات آتش‌نشانی است. امیر کویت فرمانده کل قوای نظامی دفاعی کویت، و ولیعهد، معاون فرمانده کل می‌باشد.